# Soto 40
Soto 40 (S40) es la denominación de una clase de yates de regata diseñados por Javier Soto Acebal. Se trata de una clase reconocida por la Federación Internacional de Vela. Se construyen en el astillero M Boats de Buenos Aires (Argentina).
Es una de las dos clases que compiten en el Circuito Audi MedCup.

## Barcos
Barcos de la clase registrados:
| Número de Vela | Nombre                        | Armador                  | Club                                             | Año  |
| -------------- | ----------------------------- | ------------------------ | ------------------------------------------------ | ---- |
| ARG 001        | MAC                           | Fernando Chain           | Yacht Club Argentino                             | 2008 |
| ESP 002        | Solete                        | Jesús Turró Homedes      | Real Club Náutico de Barcelona                   | 2008 |
| BRA 003        | Crioula                       | Renato Plass             | Veleiros do Sul                                  | 2008 |
| BRA 004        | Carioca                       | Roberto Luiz Martins     | Iate Clube do Rio de Janeiro                     | 2009 |
| MEX 005        | Negra                         |                          | Davy Jones locker                                | 2009 |
| USA 006        | Drumbeat                      | Ted Etheridge            | Macatawa Bay Yacht Club                          | 2010 |
| BRA 007        | Magia V (Gol/Mitsubishi)      | Torben Grael             | Iate Clube do Rio de Janeiro                     | 2010 |
| ARG 008        | Mercenario 5                  | Luis Silva               | YCA – CNMP                                       | 2010 |
| BRA 009        | Ogum                          | Zeca Revoredo            |                                                  | 2010 |
| CHI 010        | Bellavita II (Celfin Capital) | Jorge Errazuriz          |                                                  | 2010 |
| CHI 011        | Macaco (Claro)                | Dag Von Appen            |                                                  | 2010 |
| CHI 012        | Nuevo Maestra (Santander)     | Jorge Araneda            |                                                  | 2010 |
| CHI 013        | Yali 3 (Movistar)             | Ramón Eluchans           | Club Náutico Oceánico                            | 2010 |
| CHI 014        | Entel                         | Per Von Appen            |                                                  | 2010 |
| CHI 015        | Acuario II (Mitsubishi)       | Horacio Pávez            |                                                  | 2010 |
| CHI 016        | Pisco Sour                    | Bernardo Matte           | Cofradía Náutica del Pacífico                    | 2010 |
| BRA 017        | Phoenix VIII                  | Eduardo Souza Ramos      |                                                  | 2010 |
| CHI 018        | VTR                           | Manuel Urzúa             |                                                  | 2010 |
| ESP 019        | Iberdrola                     | Agustín Zulueta          | Real Club Marítimo del Abra y Real Sporting Club | 2011 |
| GBR 020        | Ngoni                         | Tony Buckingham          |                                                  | 2011 |
| ESP 021        | Noticia IV (Iberostar)        | Luis M. Cabiedes         |                                                  | 2011 |
| ESP 022        | XXII                          | In Yachts                |                                                  | 2011 |
| JPN 023        | Papillon                      |                          |                                                  | 2011 |
| ARG 024        | Patagonia                     | Norberto Alvarez Vitale  | Club Náutico San Isidro                          | 2011 |
| BRA 025        | Pajero                        | Eduardo Souza Ramos      |                                                  | 2011 |
| BRA 025        | Pajero                        | Eduardo Souza Ramos      |                                                  | 2011 |
| CHI 026        | Apolonia                      | Jaime Charad Dihmes      |                                                  | 2011 |
| ESP 027        | Cruiser Racer                 | Álex Laplaza y Toni Guiu | Real Club Náutico de Palma                       | 2011 |
| CHI 028        | Almacenero                    |                          |                                                  | 2011 |
| BRA 029        | Crioula II                    |                          |                                                  | 2011 |
| POR 030        | Bigamist                      |                          |                                                  | 2011 |
| CHI 031        | Estampa DelViento             |                          |                                                  | 2013 |